# Kim Ji-soo (skeletonracer)
Kim Ji-soo (Incheon, 22 juli 1994) is een Zuid-Koreaans skeletonracer.

## Carrière
Kim maakte zijn wereldbeker debuut in het seizoen 2016/17 maar kon nooit echt een mooi resultaat bekomen tot het seizoen 2019/20 waar hij negende eindigde. Hij nam deel aan twee wereldkampioenschappen waar hij twee keer net uit de top tien eindigde. 
In 2018 nam hij deel aan de Olympische Winterspelen in eigen land en behaalde een 6e plaats.

## Resultaten

### Olympische Spelen
| Jaar | Plaats      | Resultaat |
| ---- | ----------- | --------- |
| 2018 | Pyeongchang | 6e        |

### Wereldkampioenschappen
| Jaar | Plaats    | Resultaat       |
| ---- | --------- | --------------- |
| 2019 | Whistler  | 14e Individueel |
| 2020 | Altenberg | 12e Individueel |
| 2021 | Altenberg | 24e Individueel |

### Wereldbeker
| Eindklasseringen \| Seizoen \| Rang \| \| --------- \| ---- \| \| 2016/2017 \| 31e \| \| 2017/2018 \| 25e \| \| 2018/2019 \| 37e \| \| 2019/2020 \| 9e \| \| 2020/2021 \| 20e \| \| 2021/2022 \| 13e \| \| 2022/2023 \| 6e \| |      |
| Seizoen | Rang |
| 2016/2017 | 31e  |
| 2017/2018 | 25e  |
| 2018/2019 | 37e  |
| 2019/2020 | 9e   |
| 2020/2021 | 20e  |
| 2021/2022 | 13e  |
| 2022/2023 | 6e   |